# Berengar Elsner von Gronow (Politiker, 1903)
Berengar Hugo Karl Beowulf Elsner von Gronow (* 17. November 1903 in Trier; † 31. Januar 1981 in Soest) war ein deutscher Politiker (NSDAP). Von 1933 bis 1936 war er Bürgermeister von Swinemünde.

## Leben

### Herkunft und Studium
Berengar Elsner von Gronow war der Sohn des Trierer Regierungsrats Martin Elsner von Gronow (1854–1930) und dessen zweiter Ehefrau Meta, geb. Elsner von Gronow (1875–1960). Der Vater, 1889 früh geschieden von seiner ersten Ehefrau Marie von Kryger, war Mitglied im Johanniterorden, die Mutter in der Deutschen Adelsgenossenschaft organisiert. Berengar Elsner von Gronow studierte Agrarwissenschaften und schloss das Studium als Diplom-Landwirt (dipl. agr.) ab. 

### Werdegang in der NSDAP
Elsner von Gronow war bereits seit 1922/23 „Aktivist“ der NSDAP und wurde Geschäftsführer der Göttinger Partei-Buchhandlung. Zum 7. April 1925 trat er der nach zeitweiligem Verbot aufgrund des gescheiterten Hitlerputsches neu gegründeten NSDAP bei (Mitgliedsnummer 2.326). Nachdem er in der Buchhandlung Aushänge des Illustrierten Beobachters ausgestellt hatte, die die antisemitische Ritualmordlegende propagierten, wurde er 1928 wegen Volksverhetzung und Beschimpfung von Bekenntnissen, Religionsgesellschaften und Weltanschauungsvereinigungen zu 300 Reichsmark Geldstrafe verurteilt. In dem Verfahren war Elsner von Gronow anwaltlich zunächst durch „Staranwalt der Rechtsextremisten“ Walter Luetgebrune vertreten worden. Nachdem die lokale NSDAP ihm jedoch keine Honorare zahlen wollte, zog dieser sich zurück und Roland Freisler trat an seine Stelle.
In der Zeit des Nationalsozialismus war der „alte Mitkämpfer des  Führers“ zeitweise Ortsgruppen- und Kreisleiter von Aurich sowie Gaupropagandaleiter des Gaues Weser-Ems, bevor er von 1933 bis 1936 als Bürgermeister von Swinemünde amtierte. Zugleich war er Referent im Reichsministerium für Volksaufklärung und Propaganda und trat seit 1928, somit als „einer der Ältesten“, als sogenannter Reichsredner in Erscheinung. Auch schon zuvor war er in Sachen NS-Propaganda unterwegs: Wie einer Presseankündigung im Januar 1939 zu entnehmen ist, hatte er seit 1923 „in rund 3000 Veranstaltungen in allen Gauen für die NSDAP gesprochen“. Dabei gab er sich nicht zimperlich: Auf einer NSDAP-Kundgebung in Kassel im Vorfeld der Reichspräsidentenwahl 1932 kündigte er etwa ein „Strafgericht“ gegen diejenigen an, die „in den letzten Jahren die Geschicke des Reichs geleitet“ hätten. „Bei offensichtlichen Verstößen“ – so die weitere Ansage – werde gegen diese, gemeint sind die führenden Politiker der Weimarer Republik, „die Todesstrafe verhängt werden.“ Bei einer „Großkundgebung“ im Stadtsaal von Wald erklärte Elsner von Gronow, der „als guter Schulungsredner“ bekannt gewesen sei, Adolf Hitler 1939 zum „maßgebendste(n) Staatsmann der Welt“. Der Diplomlandwirt war Anfang der 1940er Jahre Wirtschafts-Oberleiter beim General-Verwalter für die öffentliche Landbewirtschaftung in den eingegliederten Ostgebieten und Hauptluftschutzführer.

### Nachkriegskarriere
1964 war  Elsner von Gronow Mitbegründer der genealogisch-heraldischen Arbeitsgemeinschaft Roland zu Dortmund. Er entwarf auch die historischen Veröffentlichungen im GHdA 1968, für die Familien von Elsner und Elsner von Gronow. In den 1960er Jahren war Elsner von Gronow Prokurist eines Metallwarenwerkes in Soest. Zu seinem 75. Geburtstag würdigte ihn der Verein Roland.

### Familie
1931 heiratete er in Kassel Katharine Freiin von Canstein, Tochter der Maria von Spalding und des Offiziers Karl-Hildebrand Freiherr von Canstein. Das Ehepaar hatte neun Kinder, sämtlich mit nordischen Namen benannt, die in Nienburg an der Weser, in Swinemünde, in Wilhelmshorst bei Potsdam, in Potsdam und nach dem Krieg in Paderborn und Oldenburg geboren wurden.
Berengar Elsner von Gronow ist der Großvater des 1978 geborenen Berengar Elsner von Gronow, der in der Legislaturperiode 2017–2021 Bundestagsabgeordneter der AfD war.

## Auszeichnungen
- Träger des Goldenen Parteiabzeichens der NSDAP[5]

## Schriften
- Die Nachkommen des Johann Elsner aus Grune (1688–1772), Störmrede 1950 (Manuskript)
- Die Personalschriften in der Soester Stadtbibliothek. In: Genealogie. Deutsche Zeitschrift für Familienkunde 11/12 (1962/63), S. 347–387, 565 f.
- Personalschriften in der Bibliothek des Archivgymnasiums zu Soest. In: Genealogie. Deutsche Zeitschrift für Familienkunde 11/12 (1962/63), S. 564–565.
- Die Elsner-Kartei im Elsner-Archiv. In: Archiv für Sippenforschung 17, (1965), Limburg an der Lahn 1965, S. 55–57.
- 500 Jahre Oelsner, Elsner , Elsner v . Gronow . 1467–1967 (als Manuskript vervielfältigt). Soest 1967.[17]
- Das alte Elsner-Wappen mit dem Baum. In: Genealogie. Deutsche Zeitschrift für Familienkunde 17/18 (1968/69), S. 50–60.